# Mystiek huwelijk

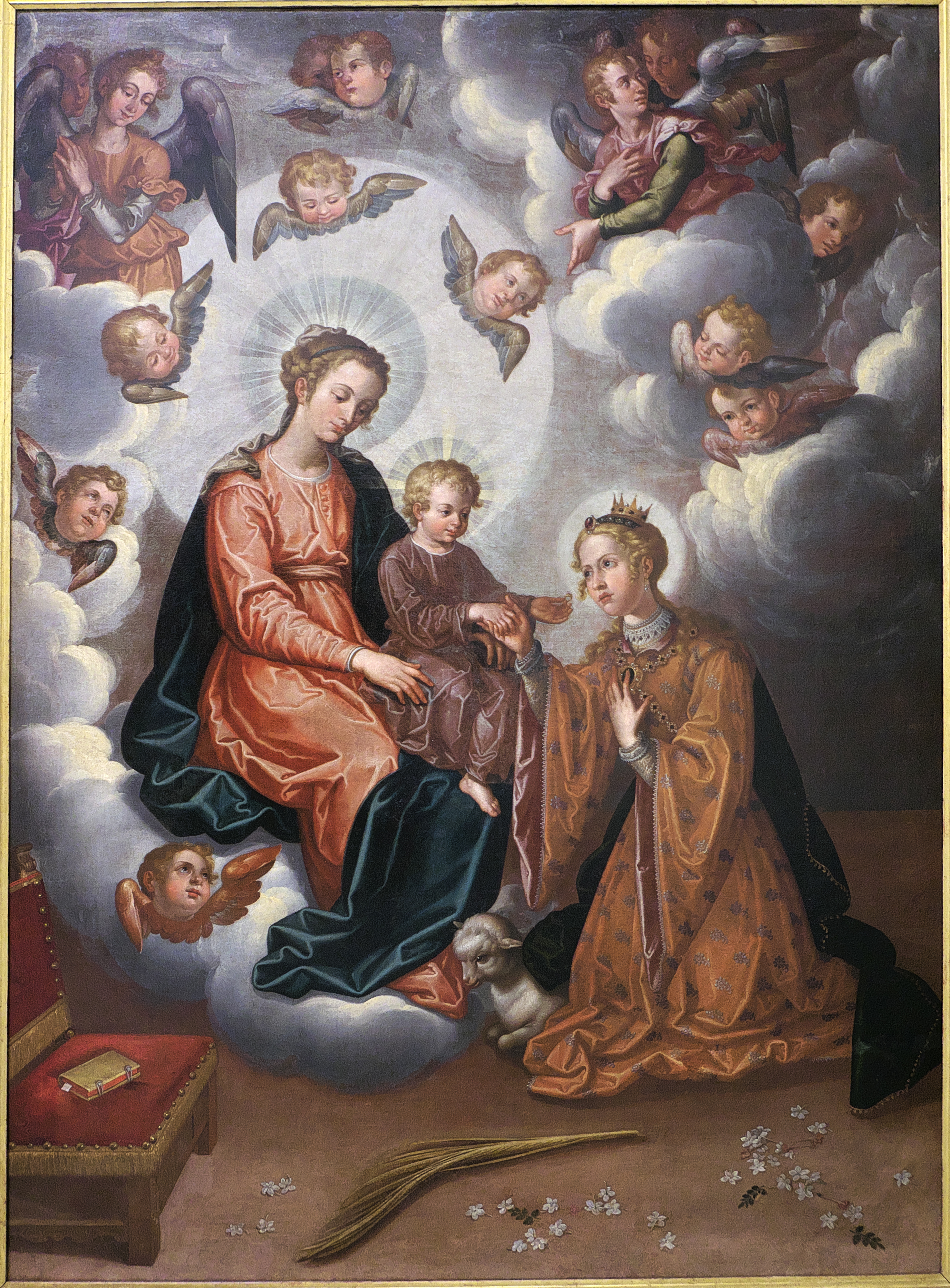
Jezus geeft de ring aan de heilige Agnes voor hun mystiek huwelijk (Francisco Pacheco, ca. 1628)

Het mystiek huwelijk is een motief van de joods-christelijke literatuur, theologie en kunst. Het religieuze idee van een eenwording van God en mens (Latijn: unio mystica) wordt gedacht en weergegeven door het beeld van een verloving of huwelijk. Anders dan bij het huwelijk van twee goden (hieros gamos) is de vrouwelijke partner in het mystieke huwelijk een aardse bruid.
In de vroegchristelijke en rabbijnse literatuur ontwikkelden zich uit commentaren op het Hooglied voorstellingen van een huwelijk van Zion, de Kerk, een individuele ziel of een gewijde maagd met God of met de Messias. De bruidssymboliek van de profeten van het Oude Testament vulde deze huwelijksmystiek aan. In de Kabbala wordt gesproken over een vrouwelijke manifestatie van God, de Sjechina, die onder de mensen komt en over een verlangen van de mensen om zich met God te verenigen. Het Nieuwe Testament heeft het over Jezus Christus als de bruidegom. 
Op deze elementen werd in de middeleeuwen een theologie en devotie gebaseerd waarin gestreefd werd naar een huwelijk van de allegorische bruid met God. Een belangrijke aanzet daartoe gaf Bernardus van Clairvaux, wiens verpersoonlijkte, doorvoelde interpretatie van het Hooglied onder meer Jan van Ruusbroec (Die geestelike brulocht) en Hadewijch beïnvloedde.
Al in de vroegchristelijke tijden was het gebruikelijk maagden te wijden die op mystieke wijze met Christus waren verloofd en bestemd waren voor de dienst van de Kerk. In de loop van de tijd evolueerde dit tot de rite van de gewijde maagd, die bewaard is gebleven in de Latijnse en in de oosterse kerken. Iconografisch zijn er diverse artistieke voorstellingen die de mystieke verloving van heilige maagden met Christus weergeven. In muziek en literatuur is de bruidsmystiek een thema dat tot op vandaag doorwerkt.